# Агроландшафт

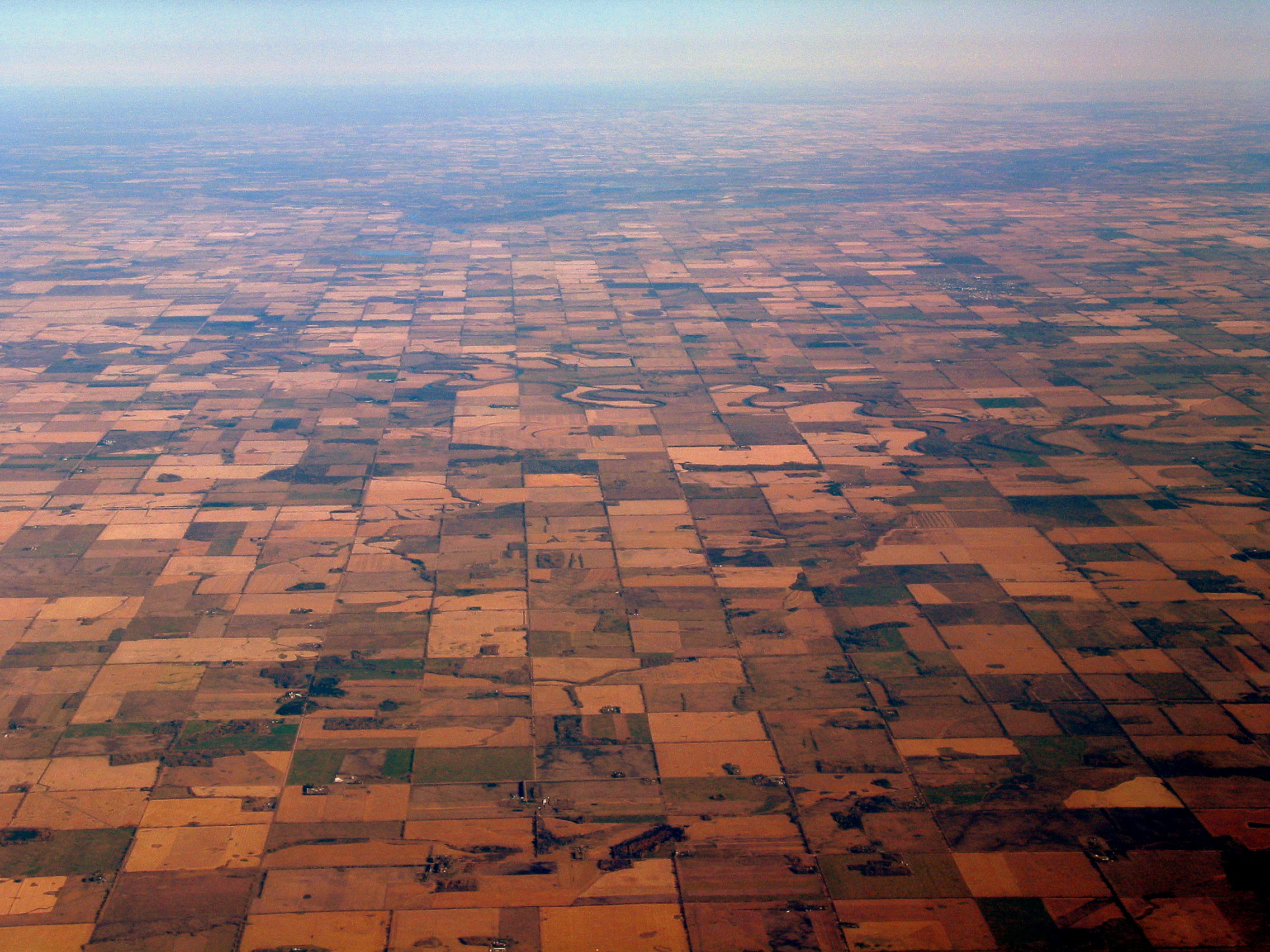
Агроландшафт

Агроландша́фт — антропогенний ландшафт, основу якого становлять агроценози, тобто сільськогосподарські угіддя (поля, сіножаті, пасовища) та штучні лісові насадження, зокрема лісосмуги та інші захисні насадження.
Агроландшафти формуються в результаті взаємодії природно-потенціальних комплексів (ППК) з усіма ланцюгами системи землеробства, зокрема з інфраструктурою, протиерозійними заходами постійної дії (лісосмуги, протиерозійні гідротехнічні споруди різних типів, межі полів і сівозмін, польові дороги, гідрографічна мережа).
Сучасні агроландшафти — складні системи, які створені з різних елементів агроекосистем (рілля, сіножаті, пасовища, багаторічні насадження) незначних за площею ареалів лісів, чагарників, лісосмуг, природних лук, боліт, торфовищ та розташованих на їхніх територіях доріг, комунікацій і будівельних споруд.